# Liste von Hercule-Poirot-Verfilmungen
Diese Seite gibt eine Übersicht über die Verfilmungen der Romanfigur Hercule Poirot. Der von Agatha Christie erdachte Detektiv trat bisher in 12 Kinofilmen, elf Fernsehfilmen und fünf Fernsehserien auf.

## Kinofilme
| Nr. | Jahr | Titel                       | Regie             | Drehbuch                                       | Poirot-Darsteller  | Vorlage                  |
| --- | ---- | --------------------------- | ----------------- | ---------------------------------------------- | ------------------ | ------------------------ |
| 01  | 1931 | Alibi                       | Leslie S. Hiscott | H. Fowler Mear                                 | Austin Trevor      | Alibi                    |
| 02  | 1931 | Black Coffee                | Leslie S. Hiscott | H. Fowler Mear, Brock Williams                 | Austin Trevor      | Black Coffee             |
| 03  | 1934 | Lord Edgware Dies           | Henry Edwards     | H. Fowler Mear                                 | Austin Trevor      | Dreizehn bei Tisch       |
| 04  | 1965 | Die Morde des Herrn ABC     | Frank Tashlin     | David Pursall, Jack Seddon                     | Tony Randall       | Die Morde des Herrn ABC  |
| 05  | 1974 | Mord im Orient-Expreß       | Sidney Lumet      | Paul Dehn                                      | Albert Finney      | Mord im Orient-Express   |
| 06  | 1978 | Tod auf dem Nil             | John Guillermin   | Anthony Shaffer                                | Peter Ustinov      | Der Tod auf dem Nil      |
| 07  | 1982 | Das Böse unter der Sonne    | Guy Hamilton      | Anthony Shaffer, Barry Sandler                 | Peter Ustinov      | Das Böse unter der Sonne |
| 08  | 1988 | Rendezvous mit einer Leiche | Michael Winner    | Peter Buckman, Anthony Shaffer, Michael Winner | Peter Ustinov      | Der Tod wartet           |
| 09  | 1989 | Zagadka Endkhauza           | Vadim Derbenyov   | Vadim Derbenyov                                | Anatoly Ravikovich | Das Haus an der Düne     |
| 10  | 2017 | Mord im Orient Express      | Kenneth Branagh   | Michael Green                                  | Kenneth Branagh    | Mord im Orient-Express   |
| 11  | 2022 | Tod auf dem Nil             | Kenneth Branagh   | Michael Green                                  | Kenneth Branagh    | Der Tod auf dem Nil      |
| 12  | 2023 | A Haunting in Venice        | Kenneth Branagh   | Michael Green                                  | Kenneth Branagh    | Die Schneewittchen-Party |

## Fernsehfilme
| Nr. | Jahr | Titel                                   | Regie                 | Drehbuch             | Poriot-Darsteller | Vorlage                     |
| --- | ---- | --------------------------------------- | --------------------- | -------------------- | ----------------- | --------------------------- |
| 01  | 1973 | Black Coffey                            | Claus Peter Witt      | Claus Peter Witt     | Horst Bollmann    | Black Coffee                |
| 02  | 1985 | Mord à la Carte                         | Lou Antonio           | Stephen Harrigan     | Peter Ustinov     | Dreizehn bei Tisch          |
| 03  | 1986 | Mord mit verteilten Rollen              | Clive Donner          | Rod Browning         | Peter Ustinov     | Wiedersehen mit Mrs. Oliver |
| 04  | 1986 | Tödliche Parties                        | Gary Nelson           | Scott Swanton        | Peter Ustinov     | Nikotin                     |
| 05  | 1986 | Murder by the Book                      | Lawrence Gordon Clark | Nick Evans           | Ian Holm          |                             |
| 06  | 2001 | Mord im Orient-Express                  | Carl Schenkel         | Stephen Harrigan     | Alfred Molina     | Mord im Orient-Express      |
| 07  | 2004 | Agatha Christie – Mein Leben in Bildern | Richard Curson Smith  | Richard Curson Smith | Anthony O’Donnell |                             |
| 08  | 2005 | Meitantei Akafuji Takashi               | N/A                   | Yuki Fujimoto        | Shirō Itō         |                             |
| 09  | 2015 | Oriento kyuukou satsujin jiken          | Keita Kôno            | Kôki Mitani          | Mansai Nomura     | Mord im Orient-Express      |
| 10  | 2018 | Kuroido Goroshi                         | N/A                   | Kôki Mitani          | Mansai Nomura     | Alibi                       |
| 11  | 2021 | Shi to no Yakusoku                      | Hidenori Jôhô         | Kôki Mitani          | Mansai Nomura     | Der Tod wartet              |

## Fernsehserien
| Nr. | Jahre     | Titel                              | Staffeln | Episoden | Poirot-Darsteller | Vorlage                         |
| --- | --------- | ---------------------------------- | -------- | -------- | ----------------- | ------------------------------- |
| 1   | 1953–1962 | General Electric Theater 1         | 10       | 303      | Martin Gabel      | Das Verschwinden Mr. Davenheims |
| 2   | 1954–1955 | Die Galerie der großen Detektive 1 | 1        | 7        | Heini Göbel       | Mord im Orient-Express          |
| 3   | 1989–2013 | Agatha Christie’s Poirot           | 13       | 70       | David Suchet      | Mehrere                         |
| 4   | 2002      | Neudacha Puaro                     | 1        | 5        | Konstantin Raykin | Alibi                           |
| 5   | 2018      | Die Morde des Herrn ABC            | 1        | 3        | John Malkovich    | Die Morde des Herrn ABC         |

## Rezeption

### Einspielergebnisse
Mit einem Gesamteinspielergebnis von 612,4 Millionen US-Dollar befindet sich Kenneth Branaghs Poirot-Reihe auf Platz 33 in der Liste der erfolgreichsten Filmtrilogien (Stand: 17. Juli 2024). Da zu den ersten vier Kinofilmen sowie Zagadka Endkhauza keine Einspielergebnisse und Produktionskosten bekannt sind, sind sie nicht in der Tabelle enthalten.
| Film                        | Einspielergebnisse in US-Dollar | Einspielergebnisse in US-Dollar | Einspielergebnisse in US-Dollar | Zuschauer (Deutschland) | Budget     | Quellen       |
| Film                        | Nordamerika                     | Deutschland                     | Weltweit                        | Zuschauer (Deutschland) | Budget     | Quellen       |
| --------------------------- | ------------------------------- | ------------------------------- | ------------------------------- | ----------------------- | ---------- | ------------- |
| Mord im Orient-Expreß       | 27.634.716                      | N/A                             | N/A                             | 1.100.000               | 1,4 Mio.   | [ 1 ] [ 2 ]   |
| Tod auf dem Nil             | 14.560.084                      | N/A                             | N/A                             | 1.400.000               | 8 Mio.     | [ 3 ] [ 4 ]   |
| Das Böse unter der Sonne    | 6.110.000                       | N/A                             | N/A                             | –                       | 10 Mio.    | [ 5 ]         |
| Rendezvous mit einer Leiche | 960.040                         | N/A                             | N/A                             | –                       | 6 Mio.     | [ 6 ]         |
| Mord im Orient Express      | 102.826.543                     | 15.760.716                      | 352.794.081                     | 1.560.286               | 55 Mio.    | [ 7 ] [ 8 ]   |
| Tod auf dem Nil             | 45.630.104                      | 5.476.533                       | 137.307.235                     | 526.119                 | 100 Mio.   | [ 9 ] [ 10 ]  |
| A Haunting in Venice        | 42.471.412                      | 4.513.873                       | 122.290.456                     | 433.060                 | 60 Mio.    | [ 11 ] [ 12 ] |
| Gesamt:                     | 240.192.899                     | 25.751.122 +                    | 661.656.612 +                   | 5.019.465 +             | 240,4 Mio. |               |

### Kritiken
Stand: 17. Juli 2024
| Film                        | Rotten Tomatoes     | Metacritic       | IMDb                      |
| --------------------------- | ------------------- | ---------------- | ------------------------- |
| Alibi                       | –                   | –                | 7,2 (32 Bewertungen)0000  |
| Black Coffee                | –                   | –                | 6,4 (28 Bewertungen)0000  |
| Lord Edgware Dies           | –                   | –                | 5,9 (126 Bewertungen)000  |
| Die Morde des Herrn ABC     |                     | 51 (6 Kritiken)  | 5,3 (1.911 Bewertungen)00 |
| Mord im Orient-Expreß       | 90 % (42 Kritiken)  | 63 (6 Kritiken)  | 7,2 (69.645 Bewertungen)0 |
| Tod auf dem Nil             | 80 % (20 Kritiken)  | 59 (8 Kritiken)  | 7,2 (40.196 Bewertungen)0 |
| Das Böse unter der Sonne    | 92 % (12 Kritiken)  | 61 (6 Kritiken)  | 7,0 (20.665 Bewertungen)0 |
| Rendezvous mit einer Leiche | –                   | –                | 6,1 (6.146 Bewertungen)00 |
| Zagadka Endkhauza           | –                   | –                | 6,1 (88 Bewertungen)0000  |
| Mord im Orient Express      | 60 % (301 Kritiken) | 52 (46 Kritiken) | 6,5 (299.960 Bewertungen) |
| Tod auf dem Nil             | 61 % (291 Kritiken) | 52 (51 Kritiken) | 6,3 (191.378 Bewertungen) |
| A Haunting in Venice        | 75 % (294 Kritiken) | 63 (52 Kritiken) | 6,5 (117.052 Bewertungen) |